# Cireșoaia, Bacău
Cireșoaia (în trecut, Biserica-Slănic sau Biserica; în maghiară Templomfalva) este o localitate componentă a orașului Slănic-Moldova din județul Bacău, Moldova, România.